# جيم دريسكول
جيم دريسكول (بالإنجليزية: Jim Driscoll)‏ مواليد 15 ديسمبر 1880 في كارديف، كان ملاكم ويلزي صنّف ضمن فئة وزن الريشة.

## إحصائيات
خاض خلال مسيرته 77 نزالا، فاز في 58 وتعادل في 6 وخسر في 3. فاز بالضربة القاضية في 39 نزالا.

## روابط خارجية
- جيم دريسكول على موقع بوكس ريك (الإنجليزية) (registration required)